# 平尾村 (岐阜県)
平尾村（ひらおむら）は、かつて岐阜県不破郡にあった村。

## 沿革
- 1889年（明治22年）7月1日 - 町村制施行に伴い不破郡平尾村が村制施行し、平尾村が成立。
- 1897年（明治30年）4月10日 - 不破郡府中村、梅谷村、敷原村、市之尾村、大滝村、新井村と合併し、府中村を新設し消滅。